# Jordan (Montana)
Jordan város az USA Montana államában, Garfield megyében, melynek megyeszékhelye is. Lakosainak száma 356 fő (2020. április 1.).

## Népesség
A település népességének változása:

| 2010 | 343 |
| 2020 | 356 |